# Pierre Quinon
Pierre Jean Guy Quinon (Lione, 20 febbraio 1962 – Hyères, 17 agosto 2011) è stato un astista francese, campione olimpico a Los Angeles 1984.

## Biografia
È stato primatista del mondo con 5,82 m nel 1983. Si presentò ai Giochi olimpici di Los Angeles 1984 reduce da un grave infortunio alla gamba destra (strappo muscolare). Anche a causa dell'infortunio, durante la gara riuscì inizialmente a superare soltanto la quota di 5,45 m, poi passò le successive misure per ben 7 volte. Si ripresentò in pedana fallendo un tentativo a 5,65 m e decise di passare pure questa misura, avendo così a disposizione due soli tentativi a 5,70 m. In quel momento, Quinon era quarto dietro il connazionale e futuro primatista mondiale Thierry Vigneron e gli statunitensi Mike Tully ed Earl Bell. Al primo salto, Quinon superò 5,70 m balzando al comando della classifica; intanto, Vigneron e Bell non avevano superato i 5,65 m. La situazione indusse stavolta il diretto avversario di Quinon, Mike Tully, a passare le misure di 5,70 m e di 5,75 m. Quinon superò anche i 5,75 m, mentre fallì i 5,80 m. Tully fallì quest'ultima quota, rimanendo secondo a quota 5,65 m. Al terzo posto, ex aequo, Vigneron e Bell con la quota di 5,60 m.
Si ritira dall'attività sportiva nel 1992 e successivamente si trasferisce nella città di Hyères, in Provenza, dove apre un'attività commerciale.
Malato di depressione, muore suicida il 17 agosto 2011 gettandosi dalla finestra della sua abitazione a Hyères, in Provenza.

## Progressione
Quinon è stato presente per cinque stagioni nella top 25 mondiale all'aperto.
| Stagione | Risultato | Rank. Mond. | Luogo    | Data   |
| -------- | --------- | ----------- | -------- | ------ |
| 1982     | 5.70      | 9           | Nizza    | Aug 14 |
| 1983     | 5.82      | 2           | Colonia  | Aug 28 |
| 1984     | 5.80      | 7           | Losanna  | Jul 10 |
| 1985     | 5.90      | 2           | Nizza    | Jul 16 |
| 1988     | 5.70      | 21          | La Teste | Aug 06 |

## Palmarès
- Oro: Giochi olimpici di Los Angeles 1984
- Argento: Campionati europei di atletica leggera indoor di Göteborg 1984